# Mönnigsee
Mönnigsee este o arie protejată (arie specială de conservare — SAC, sit de importanță comunitară — SCI) din Germania întinsă pe o suprafață de 35,97 ha, integral pe uscat.

## Localizare
Centrul sitului Mönnigsee este situat la coordonatele 52°06′35″N 13°23′00″E / 52.1097°N 13.3833°E.

## Înființare
Situl Mönnigsee a fost declarat sit de importanță comunitară în septembrie 2000 pentru a proteja 1 specie de plante. Situl a fost protejat și ca arie specială de conservare în iulie 2003.

## Biodiversitate
Situată în ecoregiunea continentală, aria protejată conține 3 habitate naturale: Lacuri eutrofice naturale cu vegetație de tip Magnopotamion sau Hydrocharition, Mlaștini turboase de tranziție și turbării mișcătoare, Mlaștini alcaline.
La baza desemnării sitului se află o specie protejată de  plante: o specie rară de mușchi (Drepanocladus vernicosus).
Pe lângă speciile protejate, pe teritoriul sitului au mai fost identificate 17 specii de plante.